# ビーワイルド
株式会社ビーワイルド（Be-WILD Co.,Ltd）とは、主にテレビ番組や映画製作に関わる制作プロダクションである。1995年9月19日設立。
取引先に毎日放送、朝日放送、関西テレビ放送、讀賣テレビ放送、テレビ大阪、東海テレビ放送、中京テレビ放送、名古屋テレビ放送、日本テレビ放送網、フジテレビジョン、テレビ朝日、テレビ東京、松竹、電通がある。

## テレビ番組

### 東京オフィス
TBS系列
- ランキンの楽園（毎日放送）
- これが地球の絶景!!世界の瀑布スペシャル☆（毎日放送）
- 夏休みSP 対決ビンゴ旅・山形篇（毎日放送）

フジテレビ系列
- クロノス
- 週刊少年「」（フジテレビ721）
- 島田紳助の人間観察劇場
- 椎名桔平・高知東生のソウル語り旅（関西テレビ）
- 東京ワン泊
- クイズ!年の差なんて バブルへGO!!スペシャル

テレビ朝日系列
- 中川ブロードウェイ・ストリート

## 映画
- 雪に願うこと
- 血と骨
- ニワトリはハダシだ
- 花
- 刑務所の中
- 風花
- 天使の卵
- 酒井家のしあわせ
- 舞妓Haaaan!!!
- サイドカーに犬
- ラストラブ
- サッド ヴァケイション
- 秋深き
- 花影
- クライマーズ・ハイ
- たみおのしあわせ
- 天国はまだ遠く
- 余命
- ハチミツドロップス
- なくもんか
- 渋谷